# Fabriciana vorax
Fabriciana vorax är en fjärilsart som beskrevs av Butler 1871. Fabriciana vorax ingår i släktet Fabriciana och familjen praktfjärilar. Inga underarter finns listade i Catalogue of Life.